# Фонтје д'Од
Фонтје д'Од (фр. Fontiès-d'Aude) насеље је и општина у јужној Француској у региону Лангдок-Русијон, у департману Од која припада префектури Каркасон.
По подацима из 2011. године у општини је живело 419 становника, а густина насељености је износила 69,03 становника/km². Општина се простире на површини од 6,07 km². Налази се на средњој надморској висини од 70 метара (максималној 195 m, а минималној 74 m).

## Демографија
| 1962. | 1968. | 1975. | 1982. | 1990. | 1999. | 2011. |
| ----- | ----- | ----- | ----- | ----- | ----- | ----- |
| 300   | 311   | 239   | 281   | 336   | 367   | 419   |

График промене броја становника у току последњих година